# Арахісова паста ТОМ
«Арахісова паста ТОМ», або Maslotom – українська продуктова компанія, заснована у 2012 році у Львові. Спеціалізується на виготовленні солодощів.

## Історія
У 2012 році двоє студентів Михайло Бойко та Тарас Фітьо, надихнувшись поїздкою до США, виготовили першу партію арахісової пасти, з 2019 року заснували офіційну компанію з виробництва арахісової пасти та інших солодощів. За інформацією від самої фірми, у 2019 році команда налічувала близько 50 людей і випускалося від 3 до 10 тонн пасти щомісяця.
Наразі бренд займається активною колаборацією із великими компаніями на кшталт Сільпо, Нової Пошти тощо.

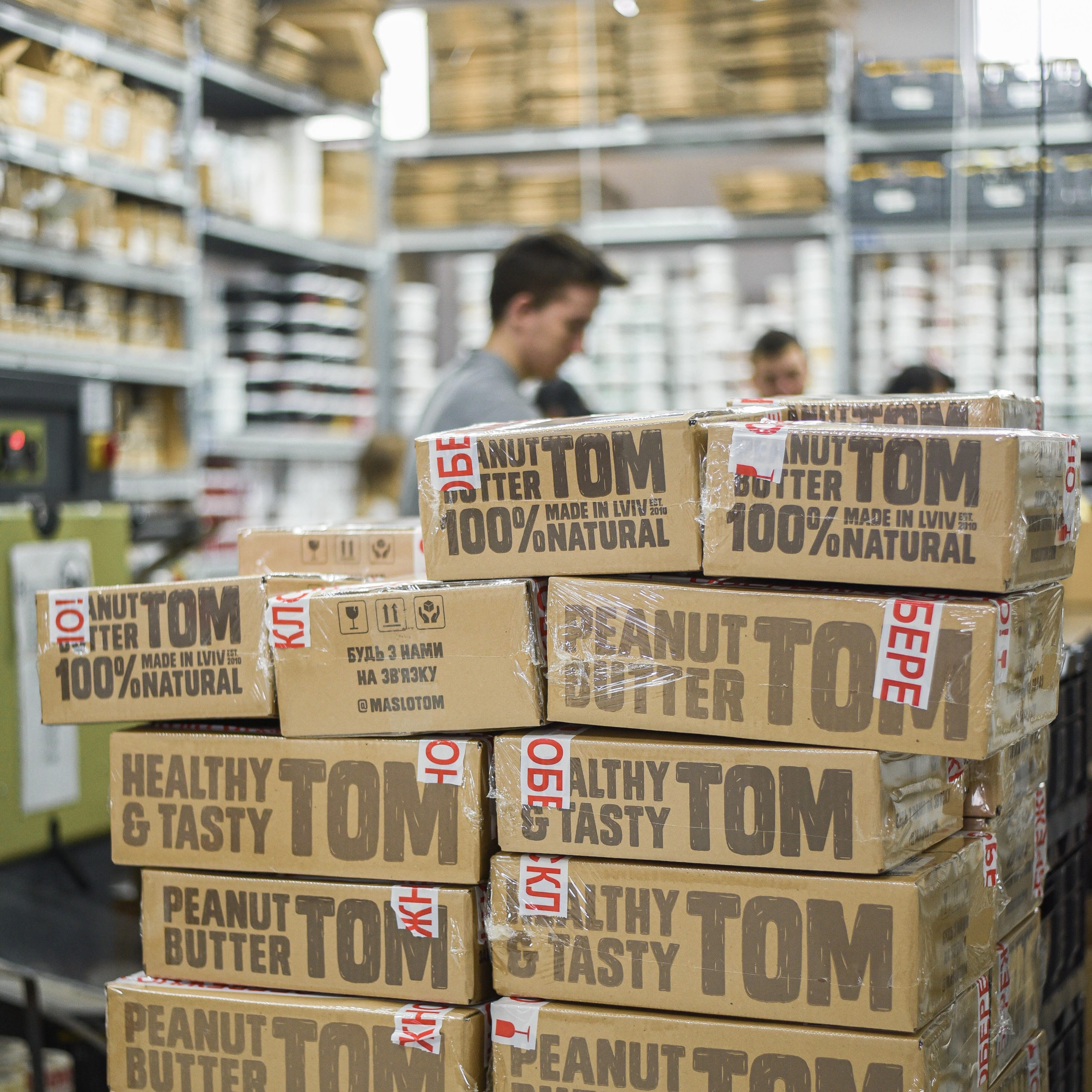
Процес пакування посилок на виробництві maslotom.

## Продукція
Станом на 2024 рік компанія створює наступні продукти:
- арахісові пасти
- горіхові пасти
- солона карамель
- лінійка власних десертів
- батончики «баТОМчики»
- шоколадні цукерки
- хлібні палички
- горішки в шоколаді
- шоколадні плиточки

## Благодійність
У березні 2023 року компанія підтримувала різні благодійні проєкти, зокрема офлайн-забіг на підтримку зборів для 3-ї штурмової бригади.
У 2024 році компанія систематично проводить акції на підтримку Азову, перераховуючи на їхні потреби прибуток від серії лімітованої продукції.